# 더시터르 불변 특수 상대성 이론
수리 물리학에서 더시터르 불변 특수 상대성 이론은 시공간의 기본 대칭 군이 더시터르 공간의 무한 직교 군 SO(4,1)이라는 추측적인 아이디어이다. 일반 상대성 이론의 표준 이론에서 더시터르 공간은 고도로 대칭적인 특수 진공 해로, 이를 유지하려면 우주 상수 또는 일정한 스칼라장의 운동량-에너지 텐서가 필요하다.
더시터르 불변 상대성 이론의 아이디어는 물리 법칙이 특수 상대성 이론의 푸앵카레 군에서 근본적으로 불변이 아니라 대신 더시터르 공간의 대칭 군에서 기본적으로 불변임을 요구하는 것이다. 이 가정에 따르면 빈 공간은 자동으로 더시터르 대칭성을 갖게 되며, 일반적으로 일반 상대성 이론에서 우주 상수라고 불리는 것이 시공간 대칭 구조를 설명하는 근본적인 차원 매개변수가 된다.
1954년 루이지 판타피에가 처음 제안한 이 이론은 1968년 앙리 바크리와 장-마크 레비 르블론 에 의해 재발견될 때까지 모호한 상태로 남아 있었다. 1972년 프리먼 다이슨은 수학자들이 일반 상대성 이론이 발견되기 전에 구조의 일부를 추측할 수 있는 가상의 길로 이를 대중화했다. 우주의 가속 팽창 발견은 이중 특수 상대성 이론과 같은 새로운 물리학에 대한 다른 추측 제안과 함께 더시터르 불변 이론에 대한 관심을 다시 불러일으켰다.

## 소개
더시터르는 시공간 곡률이 중력에만 의한 것이 아닐 수도 있다고 제안했지만 이것이 어떻게 달성될 수 있는지에 대한 수학적 세부 사항은 제공하지 않았다. 1968년에 앙리 바크리 와 장-마크 레비 르블론은 더시터르 군이 등방성, 균질성 및 부스트 불변성과 호환되는 가장 일반적인 군임을 보여주었다. 나중에 프리먼 다이슨 일반 상대성 이론의 수학적 구조를 보다 자명하게 만드는 접근 방식으로 이것을 옹호했다.
특수 상대성 이론 내에서 민코프스키의 공간과 시간의 통합은 뉴턴 역학의 갈릴레이 군을 로런츠 군으로 대체한다. 로렌츠군은 단순 하고, 갈릴레이 군은 회전과 갈릴레이 부스트의 반직접곱이므로 이를 공간과 시간의 통일이라 부른다. 이는 로런츠 군은 공간과 시간을 분리할 수 없도록 혼합하는 반면, 갈릴리 군은 시간을 공간과 다른 측정 단위를 가진 매개변수로 취급한다는 것을 의미한다.
3차원의 일반적인 회전 군에서도 비슷한 일이 발생할 수 있다. 팬케이크와 같은 생물이 팬케이크처럼 평평한 세계에서 돌아다니는 거의 평평한 세계를 상상한다면, 그들의 일반적인 높이 단위는 마이크로미터 (μm)일 것이다. 거리의 단위는 미터일 수 있다. 왜냐하면 그것이 신체의 수평 범위이기 때문이다. 이러한 생물체는 세계의 기본 대칭을 {\displaystyle {\text{SO}}(2)}, 즉 수평(x–y) 평면에서 알려진 회전으로 설명한다. 나중에 그들은 x축과 y축을 중심으로 한 회전을 발견할 수 있으며, 일상 경험에서 이러한 회전은 항상 극미한 각도에 있을 수 있으므로 이러한 회전은 서로 효과적으로 교환한다.
수평 축을 중심으로 한 회전은 물체를 극소량만큼 기울게 한다.  {\displaystyle xz}평면의 기울기("x-기울기")는 하나의 매개변수이고 {\displaystyle yz}평면의 기울기("y-기울기")는 또 다른 매개변수이다. 이 팬케이크 세계의 대칭 군은 {\displaystyle {\text{SO}}(2)}와 {\displaystyle \mathbb {R} ^{2}}의 반직접곱이다. 이는 2차원 회전과 두 개의 추가 매개변수인 x 기울기와 y 기울기를 의미한다. 반직접곱인 이유는 회전할 때 x 기울기와 y 기울기가 서로 회전하기 때문이다. 두 스칼라가 아닌 벡터를 형성하기 때문이다. 이 세계에서 동일한 x, y에 있는 두 객체 사이의 높이 차이는 길이와 너비와 관련이 없는 회전 불변량이다. z 좌표는 사실상 x 및 y와 분리되어 있다.
결국, 큰 각도에서의 실험은 세계의 대칭이 {\displaystyle {\text{SO}}(3)}이라는 것을 생물체에게 확신시킬 것이다. 그러면 그들은 z가 회전에 의해 혼합될 수 있기 때문에 실제로 x 및 y와 동일하다는 것을 이해할 것이다. {\displaystyle {\text{SO}}(2)} 반직접 곱 {\displaystyle \mathbb {R} ^{2}} 극한은 자유 매개변수 μ (높이 범위 μm 대 길이 범위 m 의 비율)가 0에 접근하는 극한으로 이해된다. 로렌츠 군도 유사하다. 공간범위에 비해 시간범위를 길게 만들거나, 속력을 무한소로 간주하거나, 동등하게 극한 c → ∞ 로 간주할 수 있는 경우 갈릴레이 군으로 변하는 단순군이다. c → ∞ 상대론적 효과가 "무한 속도에서와 마찬가지로" 관찰 가능해진다.
특수 상대성 이론의 대칭군은 평행 이동으로 인해 완전히 단순하지는 않다. 로런츠 군은 원점을 고정하지만 번역은 포함되지 않는 변환 집합이다. 전체 푸앵카레 군은 로런츠 군과 평행이동의 반직접곱이다. 평행 이동이 로런츠 군의 원소와 유사하다면 부스트는 비가환적이므로 평행 이동도 비가환적이다.
팬케이크 세계에서 생물이 평면이 아닌 거대한 구체에 살고 있다면 이것은 나타날 것이다. 이 경우, 그들이 구 주위를 돌아다닐 때 결국 번역이 회전과 완전히 별개가 아니라는 것을 깨닫게 될 것이다. 왜냐하면 구의 표면 위에서 움직이면 시작했던 곳으로 돌아올 때, 그들은 다음을 발견하기 때문이다. 그들은 구체에서의 평행 운송의 홀로노미에 의해 회전되었다. 우주가 모든 곳에서 동일하고(균질) 선호하는 방향이 없다면(등방성) 대칭 군에 대한 옵션은 많지 않다. 대칭 군은 평평한 평면에 살거나 일정한 양의 곡률을 갖는 구에 살거나, 또는 일정한 음의 곡률을 갖는 로바체프스키 평면에서 산다. 평면에 살고 있지 않은 경우 회전을 설명하는 것과 동일한 매개변수인 무차원 각도를 사용하여 위치를 설명할 수 있으므로 변환과 회전이 명목상 통합된다.
상대성 이론에서 변환이 회전과 중요하게 혼합되지만 우주가 여전히 균질하고 등방성인 경우 유일한 선택지는 시공간이 균일한 스칼라 곡률을 갖는 것이다. 곡률이 양수이면 2차원 생물에 대한 구의 경우와 유사하며 시공간은 더시터르 공간이고 대칭 군은 푸앵카레 군이 아닌 더시터르 군이다.
더시터르 특수 상대성 이론은 빈 공간이 자연의 기본 법칙으로 더시터르 대칭성을 갖는다고 가정한다. 이는 물질이나 에너지가 없어도 시공간이 약간 휘어져 있음을 의미한다. 이 잔차 곡률의 관측에 의해 결정되는 양의 우주 상수 Λ 의미한다. 상수의 크기가 작기 때문에 푸앵카레 군의 특수 상대성 이론은 대부분의 실제 목적에서 더시터르 공간과 구별할 수 없다.
S. Cacciatori, V. Gorini 및 A. Kamenshchik과 같은 이 아이디어의 현대 지지자들은 이 이론을 수학아니라 물리학으로 재해석했다. 그들은 우주 팽창의 가속이 전적으로 진공 에너지에 의한 것이 아니라 적어도 부분적으로는 푸앵카레 군을 대체할 더시터르 군의 운동학에 의한 것이라고 가정한다.
이 아이디어를 수정하면 {\displaystyle \Lambda }가 시간이 지남에 따라 변하기 때문에 급팽창은 빅뱅 근처의 우주 상수가 오늘날보다 더 커지기 때문에 발생할 수 있다. 이는 양자 중력 문제에 대한 다른 접근 방식으로도 볼 수 있다.

### 고 에너지
푸앵카레 군은 저속 운동학에 대해서는 갈릴리 군으로 축소된다 . 즉, 모든 속력이 작을 때 푸앵카레 군은 갈릴레이 군으로 "변형"된다. (이것은 이뇌니와 위그너의 군 측소 개념으로 정확하게 이루어질 수 있다. )
마찬가지로, 더시터르 군은 고려되는 모든 변환의 크기가 더시터르 반경에 비해 매우 작은 경우 단거리 운동학에 대해 푸앵카레 군으로 축소된다. 양자 역학에서 짧은 거리는 높은 에너지에 의해 조사되므로 우주 상수와 관련된 매우 작은 값 이상의 에너지에 대해서는 푸앵카레 군이 더시터르 군에 대한 좋은 근사치이다.
더시터르 상대성 이론에서 우주 상수는 더 이상 동일한 유형의 자유 매개변수가 아니다. 이는 회전/부스트에 따른 변환의 정류 관계를 결정하는 기본 수량인 더시터르 반경에 의해 결정된다. 이는 더시터르 상대성 이론이 우주 상수의 값에 대한 통찰력을 제공하고 아마도 우주의 우연을 설명할 수 있음을 의미한다. 불행하게도 우주 상수를 결정하는 더시터르 반경은 더시터르 상대성 이론에서 조정 가능한 매개변수이므로 이론에서는 측정 규모와 관련하여 그 값을 결정하기 위해 별도의 조건이 필요하다.
우주 상수를 운동학적 매개변수로 볼 때 에너지와 운동량의 정의는 특수 상대성 이론의 정의와 달라져야 한다. 당시 우주 상수가 더 컸다면 이러한 변화는 초기 우주의 물리학을 크게 수정할 수 있었다. 어떤 사람들은 고에너지 실험이 민코프스키 공간에서 짧은 시간 동안 큰 우주 상수를 갖는 더시터르 공간으로 시공간의 국소적 구조를 수정할 수 있다고 추측하며, 이는 결국 기존 또는 계획된 입자 충돌기에서 테스트될 수 있다.

### 이중 특수 상대성 이론
더시터르 군은 자연스럽게 불변 길이 매개변수를 포함하므로 더시터르 상대성 이론은 소위 이중 특수 상대성 이론의 예로 해석될 수 있다. 그러나 근본적인 차이점이 있다. 모든 이중 특수 상대성 이론에서는 로런츠 대칭이 위반되는 반면, 더시터르 상대성 이론에서는 물리적 대칭으로 유지된다.  일반적인 이중 특수 상대성 이론의 단점은 일반 특수 상대성이론이 붕괴되어 패치워크 상대성이론이 발생하는 에너지 규모에서만 유효하다는 것이다. 반면, 더시터르 상대성 이론은 질량, 에너지 및 운동량의 동시 재조정 하에서 불변인 것으로 밝혀졌으며 결과적으로 모든 에너지 규모에서 유효하다. 이중 특수 상대성 이론, 더시터르 공간 및 일반 상대성 이론 사이의 관계는 Derek Wise에 의해 설명되었다. MacDowell–Mansouri 작용 참조.

### 뉴턴-후크: 극한v<<c에서 더시터르  특수 상대성 이론
v ≪ c 의 극한에서 더시터르 군은 뉴턴-후크 군으로 축소된다. 이는 비상대론적 한계에서 더시터르 공간의 물체가 원점으로부터 추가 "반발력"을 갖는 효과가 있다. 물체는 원점으로부터의 거리에 비례하여 바깥쪽을 가리키는 가상의 힘을 사용하여 중심에서 멀어지는 경향이 있다.
이는 공간에서 선호하는 지점, 즉 반발의 중심을 찾아낼 수 있는 것처럼 보이지만 미묘하게 등방성이다. 다른 지점에 있는 관찰자의 균일하게 가속된 기준틀로 이동하면 모든 가속도는 새로운 지점에 반발 중심을 갖는 것으로 나타난다.
이것이 의미하는 바는 곡률이 사라지지 않는 시공간에서 중력이 뉴턴 중력에서 수정된다는 것이다. 공간의 반경과 비슷한 거리에 있는 물체는 좌표 중심으로부터 추가적인 선형 반발력을 느낀다.

### 더시터르 불변 특수 상대성 이론의 역사
- "더시터르 상대성 이론"은 1954년 판타피에가 처음 발표한 루이지 판타피에와 주세페 아르키디아코노의 "사영 상대성 이론"과 동일하며[13] 1976년에 또 다른 독립적인 발견과 동일하다.[14]
- 1968년에 앙리 바크리와 장-마크 레비 르블론은 가능한 운동학에 관한 논문을 발표했다[3]
- 1972년 프리먼 다이슨[1]은 이에 대해 더 자세히 조사했다.
- 1973년 Eliano Pessa는 Fantappié-Arcidiacono 사영 상대성이론이 사영 상대성 이론의 초기 개념 및 칼루차-클라인 이론과 어떻게 관련되는지 설명했다.[15]
- R. Aldrovandi, JP Beltrán Almeida 및 JG Pereira는 2007년 논문 "더시터르 특수 상대성 이론"부터 "더시터르 특수 상대성 이론" 및 "더시터르 특수 상대성 이론"이라는 용어를 사용했다.[9][16] 이 논문은 무엇보다도 사라지지 않는 우주 상수의 결과,[17] 이중 특수 상대성 이론[18] 및 뉴턴-훅 군[3][19][20] 및 초기에 대한 이전 연구를 기반으로 했다. 더시터르 공간을 이용한 특수 상대성 이론을 공식화하는 작업[21][22][23]
- 2008년에 S. Cacciatori, V. Gorini 및 A. Kamenshchik[4] 더시터르 상대성 이론의 운동학에 관한 논문을 발표했다.
- 다른 저자의 논문에는 다음이 포함된다: dSR 및 미세 구조 상수;[24] 및 암흑에너지;[25] dSR 해밀턴 형식주의;[26] 및 다이아몬드 온도의 더시터르 열역학,[27] 6차원의 삼중 특수 상대성 이론,  변형 일반 상대성 이론 및 비틀림.[28]

### 양자 더시터르 특수 상대성 이론
더시터르 특수 상대성 이론에는 양자화 또는 양자 버전이 있다.
더시터르 공간에서 양자 이론을 공식화하는 초기 작업에는 다음이 포함된다.

## 같이 보기
- 비가환 기하학
- 구부러진 시공간에서의 양자장론

## 참고문헌
- R. Aldrovandi; J. G. Pereira (2009). “Is Physics Asking for a New Kinematics?”. 《International Journal of Modern Physics D》 17 (13 & 14): 2485–2493. arXiv:0805.2584. Bibcode:2008IJMPD..17.2485A. doi:10.1142/S0218271808013972.
- S Cacciatori; V Gorini; A Kamenshchik; U Moschella (2008). “Conservation laws and scattering for de Sitter classical particles”. 《Class. Quantum Grav.》 25 (7): 075008. arXiv:0710.0315. Bibcode:2008CQGra..25g5008C. doi:10.1088/0264-9381/25/7/075008.
- S Cacciatori (2009). “Conserved quantities for the Sitter particles”. arXiv:0909.1074 [gr-qc].
- Aldrovandi; Beltran Almeida; Mayor; Pereira; Adenier, Guillaume; Khrennikov, Andrei Yu.; Lahti, Pekka; Man'Ko, Vladimir I.; Nieuwenhuizen, Theo M. (2007). “de Sitter Relativity and Quantum Physics”. 《AIP Conference Proceedings》 962: 175–184. arXiv:0710.0610. Bibcode:2007AIPC..962..175A. doi:10.1063/1.2827302.
- Claus Lämmerzahl; Jürgen Ehlers (2005). 《Special Relativity: Will it Survive the Next 101 Years?》. Springer. ISBN 978-3540345220.
- Giuseppe Arcidiacono (1986). 《Projective Relativity, Cosmology, and Gravitation》. Hadronic Press. ISBN 978-0911767391.